# رهاب المسرح

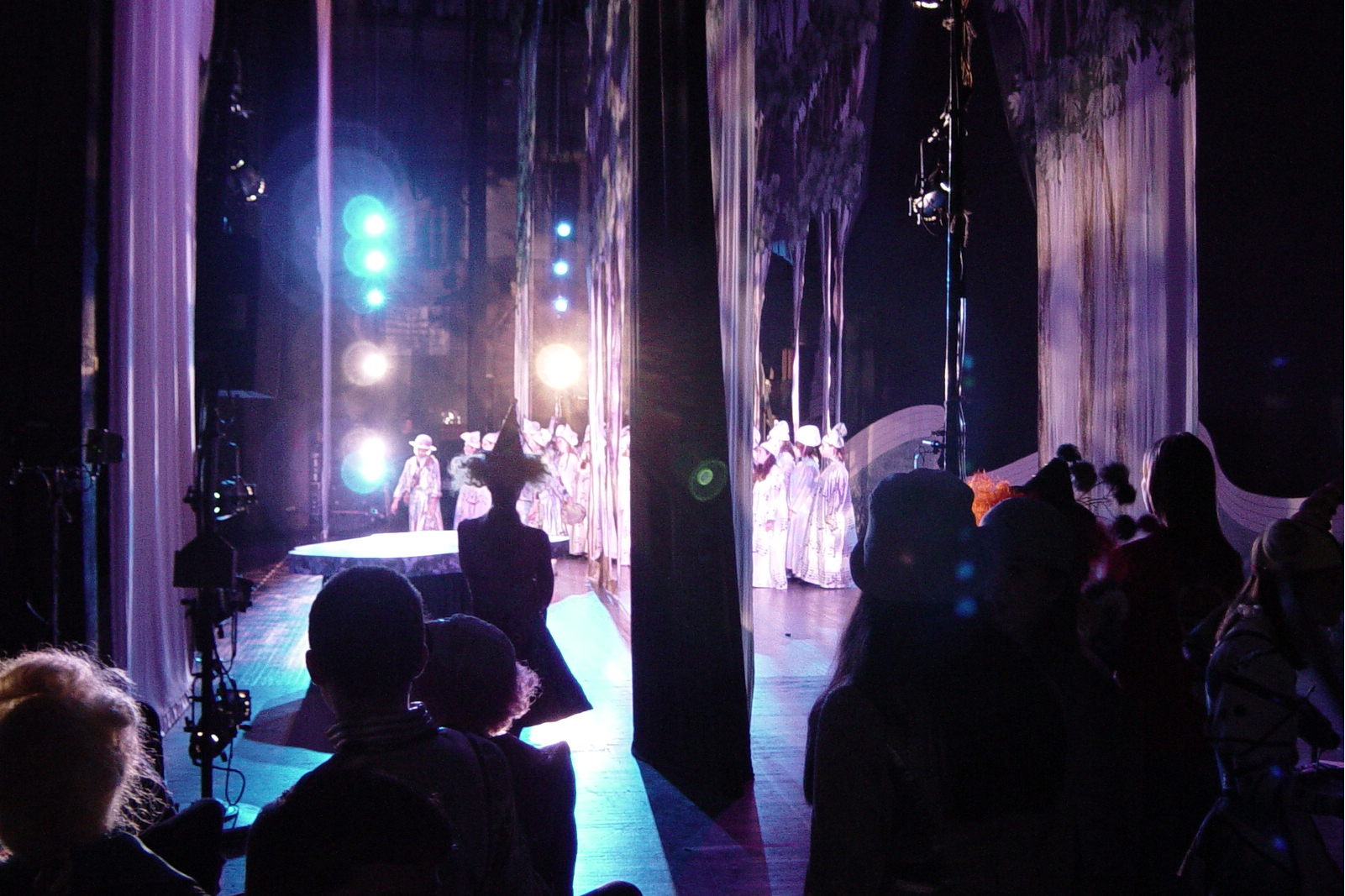

رهاب المسرح مصطلح يطلق على الأشخاص الذين يتوترون عندما يلقون خطابا امام جمهور حاشد أو امام أشخاص غرباء
رهاب المسرح أو رهبة الاداء هو التوتر والخوف أو فوبيا مستمرة تبدأ عند الشخص عندما يطلب منه الاداء امام جمهور، سواء كان في الواقع أو تصويريا (مثلاُ التحدث امام الكاميرا). ويمكن أن يؤدي الاداء امام جمهور غير معروف إلى التوتر بشكل أكبر من الاداء امام وجوه مألوفة. وفي بعض الحالات، قد لا يعاني الشخص أي خوفٍ من هذا، ولكن قد يعاني عند عدم معرفة من الذي سوف يتحدثون امامه. في الحديث عن التحدث امام الجمهور قد يسبق ذلك المشاركة في أي نشاط يتضمن العرض الذاتي في العامة. وفي بعض الحالات قد يكون رهاب المسرح جزءاً من نمط أكبر من الرهاب الاجتماعي (اضطراب الرهاب الاجتماعي) ولكن كثيرا من الناس يتعرضون لرهاب المسرح من غير أي مشكلات اوسع.غالبا ما ينشأ رهاب المسرح بمجرد التوقع باداء عرض ما، ولو قبل وقت من حدوثه. وله مظاهر كثيرة: التمتمة وعدم انتظام دقات القلب ورعشة في اليدين والقدمين والتعرق في اليدين وانقباضات في اعصاب الوجه ونشفان في الفم والشعور بالدوار.

## اشخاص ومواقف
قد يحدث رهاب المسرح عند اشخاص من جميع الخبرات والخلفيات، ومن هؤلاء المستجدون على الوقوف امام جمهور إلى اؤلئك الذين اعتادوا ان يفعلوا هذا لسنوات، وهو معروف جداً عند الناس. وقد يكون لرهاب المسرح اثر سلبي على اداء المرء فمثلاً يؤثر على ثقته بنفسه خلال مقابلات العمل. ويؤثر ايضاً على الممثلين والكوميديين والموسيقيين والسياسيين. ويمكن لأشخاص عدة لا يعانون من مشاكل أخرى في التواصل ان يواجهوا رهاب المسرح، ولكن الاشخاص اللذين لديهم رهاب مسرح مزمن ايضاً يعانون من قلق اجتماعي أو رهاب اجتماعي وهو شعور مزمن من القلق العالي في أي موقف اجتماعي. ويمكن ايضاً رؤية رهاب المسرح في المدارس عند اداء المشاريع والخطابات في الصف.

## اسباب وتأثيرات
تتكون معظم مشاكل رهاب الحديث امام حشد كبير من قلة تعلم الشخص مهارات الحديث ومستواه التعليمي الضعيف نسبيا وخوف الشخص من الوقوع في الأخطاء الاملائية امام الجمهور تحسباً لتهكم عليه أو لازدرائه ففي تلك اللحظة يمكن أن يقع في الخطأ الذي خشيه مسبقاً أعراضه الارتجاف والتعرق وهي مؤقته لبعض الناس الواثقين بنفسهم.
عندما يبدأ احدهم بالشعور بالخوف أو التوتر يبدأ بمواجهة القلق. ووفقاً لرسالة الصحة النفسية لجامعة هارفارد "القلق عادة له اعراض جسدية والتي قد تشمل تسارع في دقات القلب ونشفان في الفم وارتعاش في الصوت واحمرار الوجه والارتجاف والتعرق والدوار والغثيان". وتحدث هذه العملية عندما يطلق الجسم هرمون الادرينالين إلى مجرى الدم مؤدياً إلى حدوث سلسلة من التفاعلات. وتعرف هذه الاستجابة الجسدية بمتلازمة "المكافحة او الهروب" والتي تحدث بشكل طبيعي في الجسم ليحمي نفسه من الخطر. "تنقبض عضلات الرقبة الذي يجلب الرأس للاسفل والكتفين للاعلى وحينها يتقوس العامود الفقري بشكل مقعر. وبدوره يدفع الحوض للامام وتسحب الاعضاء التناسلية للاعلى جاعلاً الجسم في وضعية الجنين المعروفة.
في محاولة لمقاومة تلك الوضعية، يبدأ الجسم بالرجفان في منطقة اليدين والقدمين. وهناك عدة اشياء أخرى تحدث بالإضافة إلى هذا: تنقبض العضلات في الجسم وتكون مشدودة وجاهزة للدفاع. ثانياً، «تتقلص الاوعية الدموية في اطراف الجسم». وقد يؤدي إلى الشعور بالبرد في الاصابع والانف والاذنين. وتوفر الاوعية الدموية المتقلصة مجرى دم أفضل إلى الاعضاء المهمة.
بالإضافة هؤلاء اللذين يعانون من رهاب المسرح سيكون ضغط دمهم عالي واللذي يدعم الجسم بعناصر غذائية واكسيجين أكثر كاستجابة لغريزة «المكافحة أو الهروب». وبالمقابل تزيد حرارة الجسم ويبدأ بالتعرق. تتسارع عملية التنفس لحصول الجسم على كمية الاكسجين المحتاجة للعضلات والاعضاء. وسوف تتسع العينين اللذي لا يسمح للشخص برؤية أي ملاحظات قريبة عليه، ولكن تتحسن الرؤية الطويلة المدى والتي تجعل المتحدث أكثر وعياُ لتعابير الجمهور والاشارات الغير لفظية كرد فعل لاداء المتحدث. واخيراً يتوقف الجهاز الهضمي تجهيزاً لانتاج الطاقة لاستجابة فورية طارئة. وهذا ما قد يؤدي إلى نشفان في الفم اوالغثيان أو التوتر.

## حلول
يجب على كل من سيلقي خطاب سياسي أو اقتصادي أو أي خطاب آخر ان يثق في نفسه وان يعرف ما سيتحدث فيه وان لا تلقي خطاب ليس من أولويات الجمهور وتـأكــد أن المستمعــين يفهمـون ما تتحـدث عنه، واجـعل ألفاظــك ملائمـة لقــدراتـهم ومن النافع ان تواجه بكل شجاعه وتحدي وان تؤمن بنفسك وتردد ان استطيع انا استطيع.
عادة ما يستخدم البروبرانولول لمعالجة قلق الاداء.

## مشاهير
الكثير من المؤديين المعروفين قد عانوا من رهاب المسرح وكانوا قادرين على التغلب على مشاكلهم مثل: ال جولسون، براين ويلسون، فيرجينا اوبرين، مايكل جامبون. لورد، جيسون اليكساندر، موس اليسون، مايا انجيلو، دايفيد برينر، بيتر كويوت، اولمبيا دوكاكيس، ريتشارد لويس، باربرا سترايساند، اديل، دايفيد ورنر، نايل هورن، فرانكي هاويرد، ليدي غاغا، ماريا كاري، جون لايدون، واماندا سيفرايد.
في بعض الحالات، صارع نجوم مشاهير للتأقلم مع قلقهم. وقال هيو غرانت على كونه نجم الفيلم موسيقى وكلمات انه «قام بالفيلم كله على الورازيبام».
كانت ايثيل ميرمان  أحد الممثلات اللواتي لم يعانوا من رهاب المسرح على الإطلاق:
ماذا هناك للقلق من اجله؟ انا اعرف اسطري... لماذا علي القلق في ليلة الافتتاح؟ الاناس اللذين
اشتروا البطاقات للرؤية مسرحية جديدة، هم من عليهم التوتر.